# Nacor
Nacor (in ebraico: נָחֹור, Nāḥōr o Nacor) (... – ...) è un patriarca biblico postdiluviano.

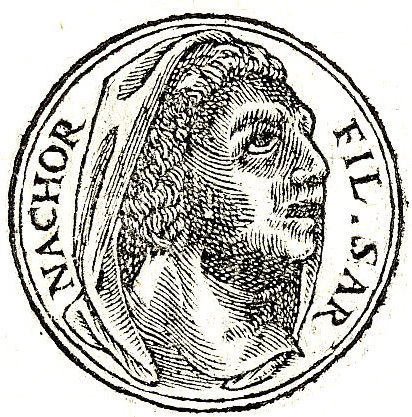
Il patriarca Nacor nel Promptuarii Iconum Insigniorum

Discendente di Noè e figlio di Serug, Nacor viene ricordato nella Genesi come padre di Terach e nonno di Abramo.
Secondo la Genesi, Nacor ebbe il figlio Terach all'età di 29 anni e visse fino a 148 anni.
Il Libro dei Giubilei tramanda il anche il nome di sua madre, Melka, figlia di Keber, e di sua moglie, Iyask, figlia di Nesteg dei Caldei, e riporta il fatto che fu iniziato dal padre alla conoscenza dell'astrologia.